# Hister inexspectatus
Hister inexspectatus är en skalbaggsart som beskrevs av Desbordes 1923. Hister inexspectatus ingår i släktet Hister och familjen stumpbaggar. Inga underarter finns listade i Catalogue of Life.